# Харі Гурунг
Харі Гурунг (нар. 18 лютого 1992, Тхімпху, Бутан) — бутанський футболіст, воротар клубу «Транспорт Юнайтед» та національної збірної Бутану. Має прізвисько «Велика бутанська стіна»

## Клубна кар'єра
Народився у Тхімпху. Вихованець «Єедзіна», у молодіжній команді якого виступав з 2005 року. У 2008 року переведений у дорослу команду, кольори якого захищав до 2015 року. У 2016 році перейшов у «Тертонс». З 2018 року захищає кольори «Транспорт Юнайтед».

## Кар'єра в збірній
У футболці національної збірної Бутану дебютував 18 квітня 2009 року в програному (0:5) поєдинку кваліфікації проти Мальдів у Мале. Харі грав у другому таймі матчу. У складі бутанської збірної грав у кваліфікації кубку Азії 2011, у кваліфікації та фінальній частині чемпіонату Південної Азії 2015 року, кваліфікації чемпіонату світу 2018 року та кваліфікації кубку Азії 2019 року.